# 6839 Ozenuma
A 6839 Ozenuma (ideiglenes jelöléssel 1995 WB2) a Naprendszer kisbolygóövében található aszteroida. Kobajasi Takao fedezte fel 1995. november 18-án.